# Lonsee
Lonsee település Németországban, azon belül Baden-Württembergben. Lakosainak száma 5241 fő (2023. december 31.). Lonsee Dornstadt, Nellingen, Amstetten, Weidenstetten és Westerstetten községekkel határos.

## Népesség
A település népessége az elmúlt években az alábbi módon változott:
| Lakosok száma | 2654 | 2890 | 3062 | 3287 | 3571 | 4278 | 4713 | 4738 | 4738 | 5241 |
|               | 1961 | 1967 | 1974 | 1980 | 1987 | 1993 | 2000 | 2006 | 2013 | 2023 |